# Dragon Ball Z: Budokai 2
Dragon Ball Z: Budokai 2 (jap. ドラゴンボールZ2 Doragon Bōru Zetto Tsū) – gra komputerowa z gatunku bijatyk wyprodukowana przez Dimps oraz wydana w 2003 roku przez Atari na konsole PlayStation 2 i GameCube. Jest to sequel gry Dragon Ball Z: Budokai i część uniwersum Dragon Ball. Budokai 2 jest bijatyką z grafiką cel-shading stylizowaną na mangę.

## Rozgrywka
Podobnie jak w Dragon Ball Z: Budokai, każdą postać można dostosować poprzez użycie 7-częściowego paska umiejętności. Gracze mogą wybrać do 7 umiejętności i przyznać je wojownikom w grze. Umiejętności mogą zajmować od jednej do siedmiu części paska.
Podczas pojedynku każda postać posiada pasek życia oraz pasek Ki, odpowiadający za wykonywanie specjalnych ruchów. Kiedy poziom życia spada do zera, postać przegrywa (jak w większości gier walki). Postać może wykonywać uniki.
Dostępne są trzy tryby rozgrywki. Tryb fabularny w Budokai 2 zawiera planszową grę przygodową nazwaną Dragon World. W tym trybie gracz wciela się w rolę głównego bohatera uniwersum, Sona Gokū. Gracz podróżuje z jedną lub kilkoma dodatkowymi pomocniczymi postaciami między dziewięcioma różnymi poziomami, staczając walki z przeciwnikami i zbierając specjalne przedmioty.
World Tournament pozwala graczom rywalizować z komputerem lub do 8 graczy w Turnieju Sztuk Walki. Tryb pojedynku pozwala graczowi rywalizować z komputerem z ustawionym poziomem umiejętności, lub z dwoma graczami przy użyciu dostosowalnych umiejętności. Gracz może także oglądać walkę pomiędzy dwoma kontrolowanymi przez komputer wojownikami.

## Oceny gry
Gra dostała nieco lepsze recenzje niż jej poprzednik Dragon Ball Z: Budokai. Wielu krytyków doceniało oprawę graficzną, lecz ich zdaniem grywalność nadal wymagała poprawy.